# José Mariano Batres y Asturias
José Mariano Batres y Asturias (Santiago de Guatemala 26 de enero de 1771 - Nueva Guatemala de la Asunción 1 de abril de 1854) fue un contador y tesorero que, debido al primer movimiento independentista en San Salvador de 1811, desempeñó interinamente el cargo de intendente de San Salvador (del 6 de noviembre al 3 de diciembre). Uno de sus hijos sería el poeta José Batres Montúfar.

## Biografía
José Mariano Joaquín Antonio Policarpo Batres y Asturias nació en Santiago de Guatemala, el 26 de enero de 1771; siendo hijo de José Tomás González Batres y Arrivillaga, y de María Ana Álvarez de las Asturias y Arroyave; fue bautizado el 8 de febrero en la parroquia del Sagrario de esa ciudad.
Se dedicaría a la carrera contable; y el 22 de abril de 1789 ingresaría a la Contaduría General de Alcabalas en calidad de entretenido (aspirante); más adelante, el 22 de octubre de 1791, ascendería al cargo de escribiente mayor de cuentas. En 1793 renunciaría a dichos puestos para viajar a España a integrar el real cuerpo de guardias de corps del rey. El 15 de octubre de 1794, luego de cumplir los requisitos necesarios del colegio de Guardias de Corps en Madrid, pasó a formar parte de la cuarta compañía de nobles americanos bajo el mando del márques de Valparaíso Cristóbal Francisco de Valda y Carroz.
El 25 de julio de 1799 el rey Carlos IV lo nombró como ministro tesorero de las reales cajas de la intendencia de Cochabamba, pero decidió cambiarlo con el de Tomás de Gussemie (quien había sido nombrado como ministro contador de las reales cajas de la intendencia de San Salvador); a lo que accedió el monarca en noviembre de ese año; por lo que fue juramentado ante el Consejo de Indias el 22 de noviembre.
Se embarcaría hacia el continente americano, desembarcando en el puerto de Trujillo a principios de febrero de 1802,mientras su hermano Rafael se encargaba de representarlo ante el superior gobierno y superintendencia General de hacienda en Guatemala; quedando asentado dicho título el 22 de febrero de ese año. El 25 de mayo de 1805, en la iglesia San José de Antigua Guatemala, contraería matrimonio con María Mercedes Montúfar y Coronado; con quien engendraría 8 hijos, entre los cuales estaría el poeta José Batres Montúfar.

### Intendente de San Salvador durante el primer movimiento independentista
El 5 de noviembre de 1811 comenzó el primer movimiento independentista en San Salvador; por lo que a las 8 de la mañana, junto con Juan Miguel de Bustamante (abogado, que había sido asesor letrado de la intendencia de León, y que se encontraba para entonces en dicha ciudad), se dirigió a la casa del presbítero y vicario de esa ciudad José Matías Delgado para averiguar sobre lo que estaba ocurriendo. Posteriormente, estaría presente en el cabildo abierto que designó al nuevo ayuntamiento.
El 6 de noviembre en un nuevo cabildo abierto, debido a que se decidió destituir al intendente Antonio Gutiérrez y Ulloa, sería designado como intendente interino de San Salvador. Más adelante, el día 8 de ese mes, debido a que se necesitaba dinero para pagar a personas que vigilasen la ciudad, ordenó que se abrieran las cajas reales, con la obligación del ayuntamiento de pagar posteriormente con sus propios fondos lo sustraído.
Desde el 11 de noviembre, se empiezan a recibir noticias que los demás partidos o distritos no se sumarán al movimiento (aunque a a su vez se suscitan motines en varias poblaciones); lo que provoca preocupación en algunos líderes del movimiento (Miguel Delgado, Manuel Morales, Juan Manuel Rodríguez) que buscan conformar tropas ante un posible ataque; ante lo cual Batres ordena que se sustraigan más fondos de las cajas reales para pagarle a esos combatientes. De ese dinero 1300 pesos serían dados a Miguel Delgado, 1000 al comandante del escuadrón de dragones capitán José de Aguilar y 100 a Manuel José Arce (que se encargaba de deshacer los tumultos que se generaban).
El 16 de noviembre el gobierno y ayuntamiento de la ciudad de la Nueva Guatemala de la Asunción designa a José Alejandro de Aycinena para que ocupe el cargo de intendente. Batres continuaría ejerciendo el puesto hasta el 3 de diciembre, cuando Aycinena llegó a San Salvador; el cual se encargaría de negociar con los líderes del movimiento y apaciguar la provincia.

### Sucesos posteriores
Luego de finalizado el primer movimiento independentista, continuó desempeñándose como ministro contador de las reales cajas. El 22 de septiembre de 1821, aceptó la independencia de España en juramento ante el ayuntamiento de San Salvador; a partir de entonces su puesto pasó a denominarse como ministro contador de las cajas generales de hacienda pública.
En enero de 1822 el jefe político superior y capitán general de Guatemala Gabino Gaínza decreto la anexión al primer Imperio Mexicano; pero el gobierno de la provincia de San Salvador, se negó a aceptar la anexión y se declaró independiente. Por lo que Batres renunció a su puesto, y solicitó al capitán general que le pidiese al emperador Agustín de Iturbide que con el mismo sueldo que tenía se lo nombrase como comisario de artillería; lo que fue aceptado por el emperador el 3 de septiembre, y comunicado a Batres por el entonces subinspector de artillería Vicente Filísola el 12 de octubre de ese año.
Luego de la caída del imperio mexicano y la independencia absoluta de las Provincias Unidas de Centroamérica, solicitó al supremo poder ejecutivo de la provincia de Guatemala que le permitiese continuar en su puesto comisario de artillería; lo cual fue aceptado por dicho gobierno el 30 de septiembre de 1823.
En el año de 1829, al finalizar la guerra civil centroamericana y llegar Francisco Morazán a la ciudad de Guatemala, su casa fue saqueada y él fue llevado preso al convento de Belén, para luego ser llevado como prisionero a Sonsonate, donde permaneció 6 meses. El 23 de diciembre de 1830 el gobierno de la República Federal de Centroamérica lo declaró libre de la pena de expatriación, por lo que pudo retomar su cargo de comisario de artillería que aún ostentaba en 1840; aun así tendría problemas económicos, por lo que luego de la caída de Morazán le escribiría al gobierno federal sobre su situación.
El 11 de enero de 1850 Francisco Javier Aguirre le concedió un libramiento de 477 pesos por una renta de tabaco; comprometiéndose Batres a pagar luego que le paguasen un libramiento que le adeudaban. Fallecería en la Nueva Guatemala de la Asunción el 1 de abril de 1854.